# Битва при Кассано (1705)
Битва при Кассано (фр. Bataille de Cassano d'Adda) — сражение в ходе Войны за испанское наследство, произошедшее 16 августа 1705 года между войсками империи Габсбургов и французской армией.

## Перед сражением
В 1705 году французская армия герцога Вандома получила свежие подкрепления из Франции и попыталась победить нового союзника Австрии, савойского герцога Виктора-Амадея II. Успешные действия французов заставили Виктора-Амадея обратиться за помощью к австрийскому императору. Евгений Савойский был назначен командовать армией, отправленной на помощь савойцам. Ему были приданы 8000 пруссаков генералов князя Ангальт-Дессау и Штилле. Евгений Савойский застиг врасплох на берегу Адды и разбил французские силы Филиппа Вандомского, или "великого приора", но из-за глубины реки не успел переправиться и поэтому решил направить свои дальнейшие атаки на Кассано.

## Сражение
Благодаря форсированному маршу герцог Вандом достиг театра военных действий со своими войсками, но это не остановило Евгения от его плана. После ожесточенной атаки войска Евгения отбросили французов в Адду. Когда французы контратаковали, они, в свою очередь, сбросили имперцев в реку. В течение часа, несмотря на усилия герцога Вандома, который дважды становился во главе своих войск, чтобы вернуть их в бой, французы на левом фланге снова были отброшены с потерями за Адду. Не менее жесткой была атака на правом фланге французов, несколько батальонов которых были опрокинуты. Бои с переменным успехом продолжались до пяти часов вечера. В конце концов французам удалось отбросить австрийцев, чьё оружие отсырело при форсировании Адды. Многие имперцы утонули, поэтому в конце концов Евгений приказал отступить своим войскам. Союзники отступили к Тревильо. 

## Результаты
Битва обернулась большими потерями для обеих сторон. Считается, что с обеих сторон 4000 солдат были убиты, 6000 ранены, и неизвестное количество утонуло в реке. Евгений Савойский был также ранен и покинул Италию, отбыв на лечение в Австрию. Князь Дессау также был ранен, а его прусская гвардия перебита. Имперская армия отправилась на зимние квартиры в Тироль. Это означало, что попытка Евгения помочь Виктору-Амадею в битве за Пьемонт провалилась. В конце концов имперская армия ослабила давление французов на Пьемонт, и герцог Савойский, нерешительно относящийся к своему новому союзу, остался ему верен. Действительно, по приказу Людовика XIV Франция отложила завоевание Пьемонта до следующего года.